# Merkur (podjetje)
MERKUR trgovina, d.o.o. je slovensko trgovsko podjetje, ki v svojih poslovalnicah ponuja izdelke za urejanje in prenovo doma, vrta in okolice. Sedež ima v Naklu, po Sloveniji pa 24 trgovskih centrov.

## Lastništvo
Leta 2019 je nekatere MERKURjeve trgovine kupil ameriški sklad LCN Capital Partners. Od leta 2022 je MERKUR v 100% lasti strateškega lastnika - družbe Alfi M1, namenske družbe za investiranje, d.o.o. 

## Zgodovina
Peter Majdič je leta 1896 v Celju odprl Merkur, trgovino z železnino. Čez nekaj let je odprl podružnico v Kranju. Po Majdičevi smrti so podjetje prevzele njegove hčere. Po 2. svetovni vojni je bilo podjetje nacionalizirano.
Merkur je prevzel Kovinotehno, Metalko, Sava Trade, Mersteel in Big Bang. Upravljal je t.i. skupino Merkur.

### Menedžerski prevzem in prisilna poravnava
Družba Merfin, družba Merkurjevevih menedžerjev, ki jih je vodil Bine Kordež, predsednik uprave Merkurja, je leta 2007 izpeljala menedžerski prevzem Merkurja s pomočjo visokih kreditov. Merfin je šel kasneje v stečaj.
Leta 2010 je podjetje Merkur d.d. razglasilo insolventnost in začelo s postopkom prisilne poravnave. Finančno prestrukturiranje je potekalo do leta 2014, ko je bila potrjena ponovna prisilna poravnava. Tedaj je bila Merkurjeva trgovska dejavnost v Sloveniji prenesena na novoustanovljeno podjetje, Merkur trgovina, d.d.
Kordež je bil leta 2016 obsojen zaradi zlorabe položaja in ponarejanja listin.

## Oglaševanje
Jeseni 2019 si je podjetje nadelo slogan »Merkur, vse urejeno«. Leta 2020 je podjetje na velikonočni ponedeljek na svojem facebook profilu predvajalo prenos komične predstave Lada Bizovičarja.